# Бейкер-Эдди, Мэри
Мэри Бейкер-Эдди (англ. Mary Baker Eddy; 16 июля 1821 — 3 декабря 1910) — американская писательница и общественно-религиозный деятель, основательница религиозного движения «Христианская наука». Автор известной книги о «духовном врачевании» «Наука и здоровье, с ключом к Священному Писанию» (англ. Science And Health, With Key To The Scriptures 1875).
Наука исцеления - это правда. Если человек лжив, то его 
 душевное состояние противостоит целительным силам; 
 и то же самое можно сказать о гордыне, зависти,  похоти 
и плотских пороках...
Бейкер Эдди настаивала на том, что человек может исцелить себя сам (правильным направлением мысли, например), управлять своей жизнью, а наслаждаться может не только физически, но и духовно. Такое исцеление она называла христианскими методами лечения. Мэри Бейкер-Эдди утверждала, что за описываемыми в Библии чудесами, совершаемыми Иисусом, есть вполне объяснимые факты.

## Биография
Мэри Морс Бейкер родилась в городе Боу (штат Нью-Гэмпшир). Она была младшей из шести детей в семье Эбигейл и Марка Бейкер. Семья Мэри исповедовала конгрегационализм, но сама Мэри не принимала такие понятия как предопределение и первородный грех и стала прихожанкой конгрегационалистской церкви в Сэнборнтон-Бридже (в настоящее время — Тилтон (Нью-Гэмпшир)) только в семнадцатилетнем возрасте. С раннего детства она страдала хроническими заболеваниями и увлеклась библейскими писаниями, особенно её привлекали упоминания о божественных исцелениях.
10 сентября 1843 года Мэри Морс Бейкер вышла замуж за Джорджа Вашингтона Гловера, состоявшего в масонском братстве в степени магистра (англ. Royal Arch Mason). Но уже в следующем году он умер от лихорадки, не дожив двух месяцев до рождения их сына.
В 1853 году Мэри повторно вышла замуж за дантиста Дэниэла Паттерсона. Его мать плохо приняла её и её сына от первого брака, а муж стал изменять вскоре после свадьбы. Он влез в долги и заложил имущество Мэри, её украшения, мебель и книги. Это, однако, не спасло ситуацию; они разорились и были вынуждены съехать из своего дома в Гротоне. Мэри переехала в дом своей сестры.

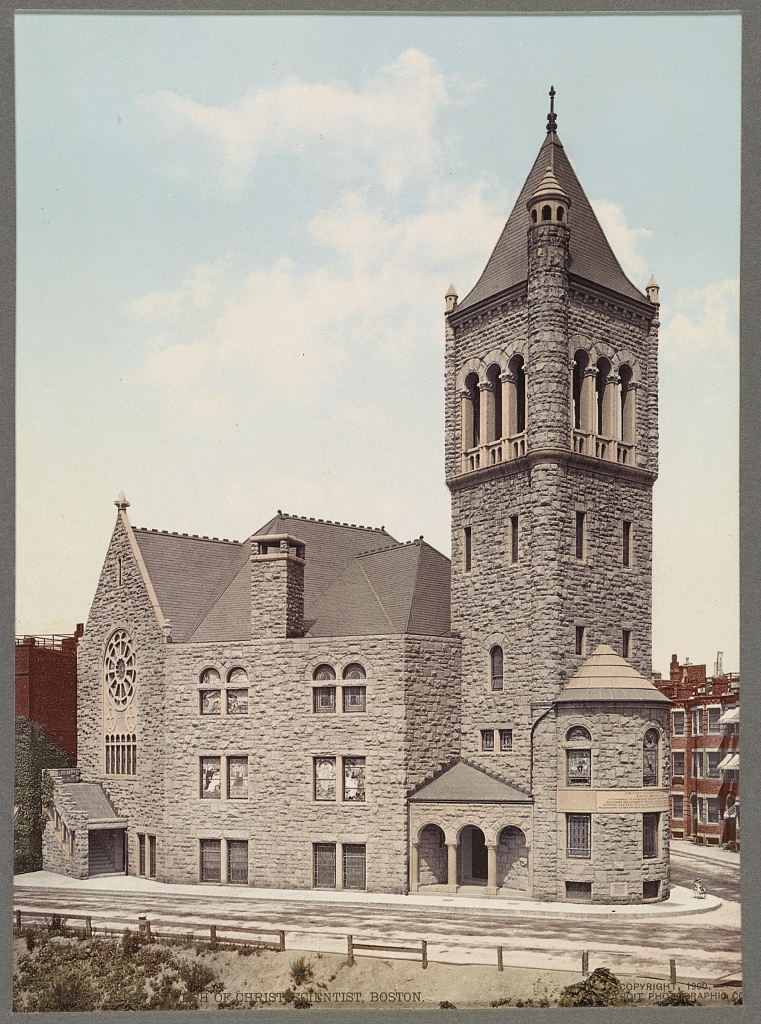
Первая сайентистская церковь Христа 1894 года постройки. Бостон, 1900 год.

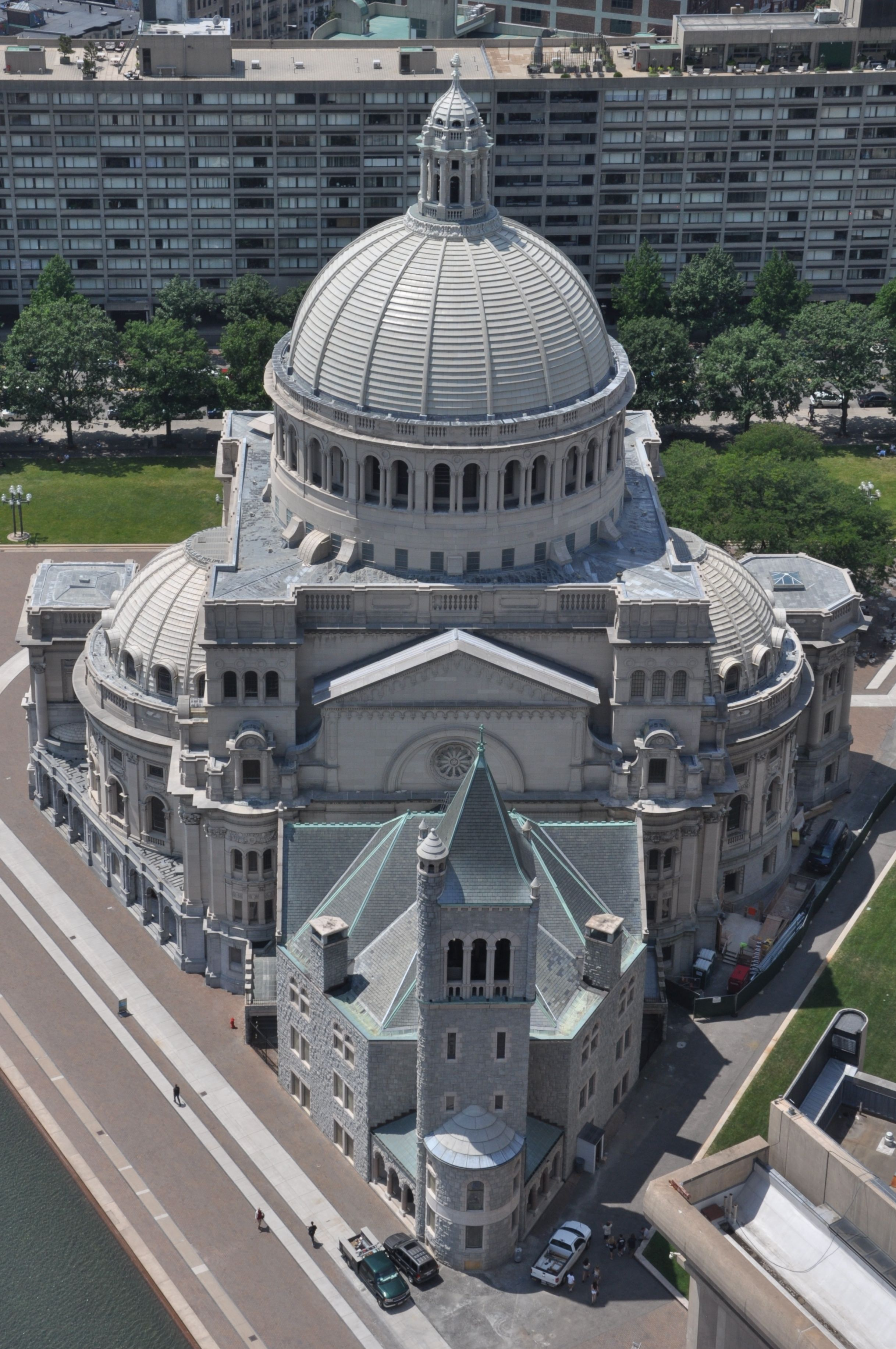
Материнская церковь Христианской науки в Бостоне (штат Массачусетс) в наши дни. На переднем плане — первоначальная материнская церковь (1894 г.), а за ней — расширенная материнская церковь (1906 г.).

В 1862 году Мэри Бейкер стала пациенткой гипнотизёра и целителя Финиэса Куимби. Его «лечение» принесло ей некоторое облегчение и повлияло на дальнейшее мировосприятие. После смерти Куимби ей стало хуже, и она обратилась к Библии. В Евангелии от Матфея она прочла о чудесах целительства, совершённых Иисусом. С этого момента начинается создание Христианской науки.
Основы нового религиозного движения были подробно изложены в книге Мэри Бейкер-Эдди «Наука и здоровье» (1875), которая позже издавалась под названием «Наука и здоровье, с ключом к Священному Писанию». Проповеди нового учения велись в Бостоне, в специально построенной для этого церкви. Церковь Христианской науки была основана 23 апреля 1879 года, существует и функционирует до сих пор. Особую популярность учение имеет среди тяжело или неизлечимо больных людей.
Больных исцеляйте, мертвых воскрешайте, прокаженных очищайте, демонов изгоняйтеСлоган учения Мэри Эдди
В 1873 году Мэри Бейкер разводится с Паттерсоном, обвинив его в измене. В 1877 году она снова выходит замуж. Её мужем становится Эйса Гилберт Эдди (англ. Asa Gilbert Eddy), который скончается в 1882 году.
В 1908 году Мэри Бейкер основала газету Christian Science Monitor.
Мэри Бейкер-Эдди умерла 3 декабря 1910 года в своём доме (400 Beacon Street, Chestnut Hill, Newton, Massachusetts) в Ньютоне. Она была похоронена 8 декабря 1910 года на кладбище Mount Auburn Cemetery в Кембридже (Массачусетс).

## Прочее
В 1903 году Марк Твен опубликовал сатирический рассказ «Христианская наука» (англ. Christian Science), где раскритиковал Мэри Бейкер-Эдди и её движение.

## Примечания

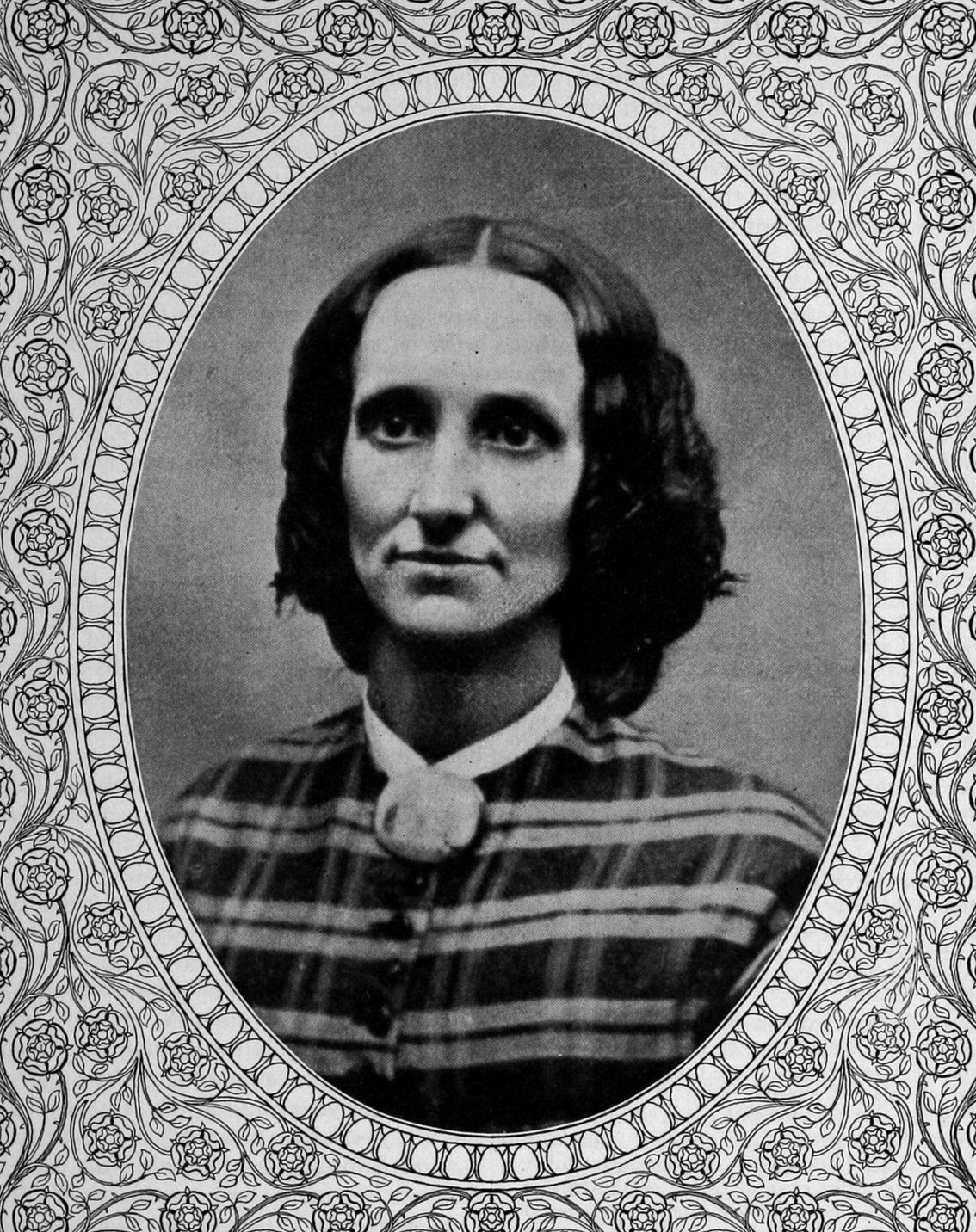
Мэри Бейкер Эдди, ок. 1864 года